# 996

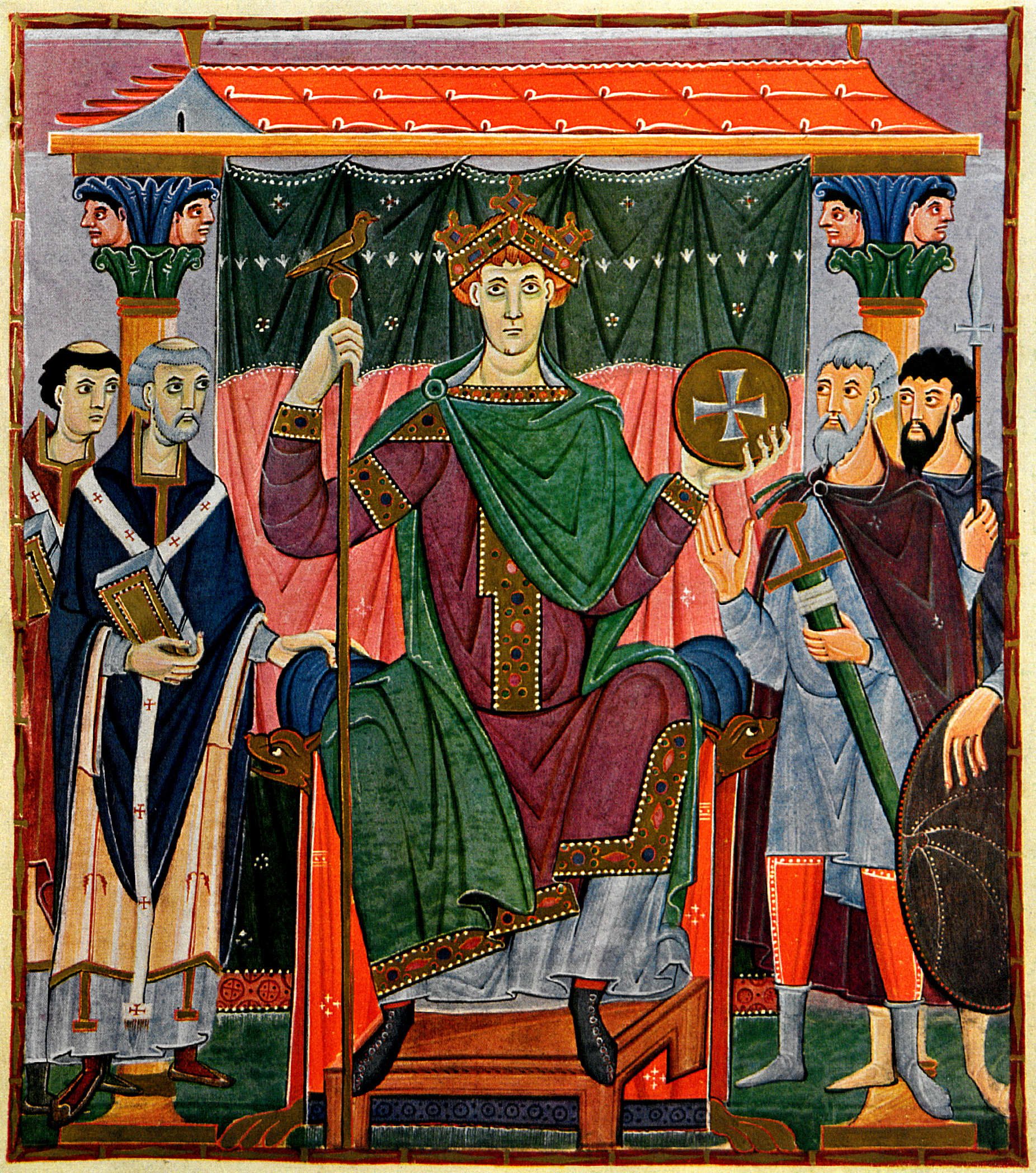
Otto III (midden) wordt gekroond tot keizer van het Heilige Roomse Rijk (ca. 1000).

Het jaar 996 is het 96e jaar in de 10e eeuw volgens de christelijke jaartelling.

## Gebeurtenissen

### Europa
- Voorjaar - Koning Otto III begint vanuit Regensburg zijn eerste expeditie naar Italië en steekt de Brennerpas over. Met het nieuws over Otto's aankomst, besluit de Romeinse adel om paus Johannes XV (verbannen naar Toscane) uit te nodigen terug naar Rome te komen. Kort daarna arriveert Otto met zijn leger in Verona en ontvangt ambassadeurs van Pietro II Orseolo, doge van Venetië.[1]
- 21 mei - De 15-jarige Otto III wordt in Rome in de Sint-Pietersbasiliek gekroond tot keizer van het Heilige Roomse Rijk en claimt de titel van "koning van Italië". Later slaat Otto een Romeinse opstand neer, verschillende edelen worden onteigenend en verbannen vanwege hun misdaden. Om zijn macht te stabiliseren, zoekt hij in Rome de steun van Italiaanse religieuze gemeenschappen.[2]
- 24 oktober - Koning Hugo I (Capet) overlijdt in Parijs na een regeerperiode van 9 jaar en wordt begraven in de Kathedraal van Saint-Denis. Hij wordt opgevolgd door zijn 24-jarige zoon Robert II ("de Vrome") als koning van Frankrijk. Robert probeert zijn macht te vergroten, door zijn claim op feodale gebieden die zijn vrijgekomen, op te eisen. Dit resulteert tot veel territoriale geschillen.[3][4]
- 1 november - Otto III schenkt het Beierse bisdom Freising landgoederen (ongeveer 800 hectare) in Neuhofen an der Ybbs. Een document (het oudst bekende) markeert het eerste gebruik van de naam Ostarrîchi – wat "Oostelijke mark" betekent (huidige Oostenrijk).[5] Tevens verleent Otto Freising stadsrechten (een zogenaamd leenstelsel) en krijgt de stad privileges om handel te drijven.
- 20 november - Richard I ("Zonder Vrees"), hertog van Normandië, overlijdt na een regeerperiode van 54 jaar. Hij wordt opgevolgd door zijn zoon Richard II ("de Goede"). Tijdens zijn minderjarigheid onderdrukt zijn oom Rudolf van Ivry, die als regent fungeert, een boerenopstand aan het begin van Richards bewind.[6]

### Religie
- 1 april - Paus Johannes XV overlijdt in Rome aan een hevige koorts, na een pontificaat van 11 jaar. Otto III ontvangt in Ravenna een Romeinse delegatie en benoemt zijn neef Bruno van Karinthië (kleinzoon van wijlen keizer Otto I) tot paus van de Katholieke Kerk. Hij wordt de eerste Duitse paus onder de naam Gregorius V.[7]
- In een synode met Gregorius V en Otto III wordt Hugo I (Capet) het recht geweigerd bisschoppen te benoemen. Arnulf wordt hersteld als aartsbisschop van Reims ten koste van Gerbert van Aurillac.
- In China wordt de Niujiemoskee in Beijing gebouwd tijdens de Liao-dynastie.

## Geboren
- Drogo, graaf van Amiens, Mantes en Vexin (overleden 1035)

## Overleden
- 12 maart - Odo I (of Eudes), Frans edelman en abt (r. 975 - 996)
- 1 april - Johannes XV, paus van de Katholieke Kerk (r. 985 - 996)
- 16 juli - Herman I ("de Zwakke") (76), paltsgraaf van Lotharingen
- 24 oktober - Hugo I (of Capet), koning van Frankrijk (r. 987 - 996)
- 20 november - Richard I (63), hertog van Normandië (r. 942 - 996)